# Theophilus Lowe
Theophilus Lowe MA (1708 – 1769) foi decano e cónego de Windsor de 1749 a 1769.

## Família
Ele nasceu em 1708, filho de um encanador de Staffordshire.

## Carreira
Lowe matriculou-se em 1725 no St John's College, Cambridge, onde formou-se com um BA em 1729, MA em 1732 e foi um Fellow de 1733 a 1737.
Ele foi nomeado:
- Reitor de Merton e Stiffkey, Norfolk 1736-1769
- Reitor de São Benet Fink 1764–1769

Ele foi nomeado para a quinta bancada da Capela de São Jorge, Castelo de Windsor em 1748, posição que ocupou até morrer em 1768.